# Віняри (Прошовицький повіт)
Віняри (пол. Winiary) — село в Польщі, у гміні Палечниця Прошовицького повіту Малопольського воєводства.
Населення — 296 осіб (2011).
У 1975-1998 роках село належало до Келецького воєводства.

## Демографія
Демографічна структура станом на 31 березня 2011 року:
|          | Загалом | Допрацездатний вік | Працездатний вік | Постпрацездатний вік |
| -------- | ------- | ------------------ | ---------------- | -------------------- |
| Чоловіки | 148     | 39                 | 89               | 20                   |
| Жінки    | 148     | 35                 | 79               | 34                   |
| Разом    | 296     | 74                 | 168              | 54                   |